# Kornel Saláta
Kornel Saláta (* 24. Januar 1985 in Kamenica nad Hronom, Tschechoslowakei, heute Slowakei) ist ein slowakischer Fußballspieler. Der Abwehrspieler, der auch im defensiven Mittelfeld eingesetzt werden kann, steht seit 2023 beim MŠO Štúrovo in der fünften slowakischen Liga unter Vertrag.

## Vereinskarriere
Saláta spielte in seiner Jugend für den FK Štúrovo. In der Saison 2005/06 lief der großgewachsene Verteidiger für den FK Matador Púchov auf, ehe er im Sommer 2006 zu Artmedia Petržalka wechselte. Im Jahr 2007 war Saláta an Dukla Banská Bystrica ausgeliehen, anschließend kehrte er nach Petržalka zurück und gewann mit der Mannschaft 2008 sowohl die slowakische Meisterschaft als auch den slowakischen Pokalwettbewerb. Im Sommer 2009 wechselte der kopfballstarke und torgefährliche Defensivspieler zum ŠK Slovan Bratislava, mit dem er slowakischer Vizemeister wurde sowie den nationalen Pokalwettbewerb gewann. Im Januar 2011 wechselte er zum FK Rostow.

Ende Juli 2013 wurde Salata an Tom Tomsk ausgeliehen.

## Nationalmannschaft
Saláta debütierte am 24. Mai 2008 in der slowakischen Nationalmannschaft, die an diesem Tag in Lugano mit 0:2 gegen die Schweiz verlor. Er stand im Kader der Slowakei für die Endrunde der Fußball-Weltmeisterschaft 2010 in Südafrika.
Bei der Fußball-Europameisterschaft 2016 in Frankreich wurde er in das Aufgebot der Slowakei aufgenommen. In den drei Gruppenspielen wurde er nicht berücksichtigt, als letzter der 21 Feldspieler bekam er aber doch noch einen EM-Einsatz, als er im Achtelfinale gegen Deutschland beim Stand von 0:3 in den Schlussminuten eingewechselt wurde.